# Hrabstwo Morrison
Hrabstwo Morrison (ang. Morrison County) – hrabstwo w stanie Minnesota w Stanach Zjednoczonych. Obszar całkowity hrabstwa obejmuje powierzchnię 1 153,39 mil2 (2 987,27 km²). Według danych z 2010 r. hrabstwo miało 33 198 mieszkańców. Hrabstwo powstało 25 lutego 1856 roku, a jego nazwa pochodzi od nazwiska braci Williama i Allana Morrisonów, którzy trudnili się handlem futer.

## Sąsiednie hrabstwa
- Hrabstwo Cass (północ)
- Hrabstwo Crow Wing (północny wschód)
- Hrabstwo Mille Lacs (wschód)
- Hrabstwo Benton (południe)
- Hrabstwo Stearns (południowy zachód)
- Hrabstwo Todd (zachód)

## Miasta
- Bowlus
- Buckman
- Elmdale
- Flensburg
- Genola
- Harding
- Hillman
- Lastrup
- Little Falls
- Motley
- Pierz
- Royalton
- Randall
- Sobieski
- Swanville
- Upsala